# Widerstandsläufer (Turbine)
Ein Widerstandsläufer ist eine Bauform des Laufrades von Turbinen. Sie wird insbesondere bei Wind- und Wasserturbinen angewendet, deren Wirkungsweise vorwiegend auf der Ausnutzung des Strömungswiderstandes basiert.

## Wirkung
Je nach dem aerodynamischen Prinzip, das zur Erzeugung eines Drehmomentes genutzt wird, werden Propeller und Turbinen in Widerstands- und Auftriebsläufer unterteilt. Während die Geschwindigkeit von Auftriebsflächen deutlich größer als die des anströmenden Mediums ist, kann eine Widerstandsfläche nur maximal mit der Strömungsgeschwindigkeit des Mediums bewegt werden; dies bedeutet bei gleicher Fläche bzw. Baugröße geringere Leistungen. Vorteile der Widerstandsläufer sind ein relativ großes Anlaufmoment und eine geringe strukturelle Belastung. 

### Beispiele
In der Windenergie hat sich die Bauform der Widerstandsläufer nicht durchgesetzt, wenngleich die wohl älteste Windenergieanlage der Welt, die persische Windmühle, ein vertikalachsiger Widerstandsläufer war.
Weitere Beispiele für Widerstandsläufer finden sich in Antrieben von Raddampfern. Auch Spinnaker, welche im rechten Winkel zum scheinbaren Wind gesetzt werden, nutzen ausschließlich das Widerstandsprinzip.